# Wybory parlamentarne w Japonii w 1996 roku

Mapa obrazująca która partia zdobyła najwięcej głosów w danej części.

Wybory parlamentarne w Japonii w 1996 roku przedterminowe wybory Izby Reprezentantów (izby niższej japońskiego parlamentu zostały przeprowadzone 20 października 1996 roku. Wybory wygrała Partia Liberalno-Demokratyczna zdobywając 239 mandatów z 500 mandatów w Izbie Reprezentantów

## Wyniki
| Partia                         | Liczba głosów | Wynik % | Okręgi jednomandatowe | Proporcjopnalnie | Liczba mandatów | Poprzednia liczba mandatów |  |
| ------------------------------ | ------------- | ------- | --------------------- | ---------------- | --------------- | -------------------------- |  |
| Partia Liberalno-Demokratyczna | 21,836,091    | 38.63%  | 169                   | 70               | 239             | 211                        |  |
| Nowe Granice                   | 15,812,320    | 27.97%  | 96                    | 60               | 156             | 160                        |  |
| Minshutō                       | 6,001,666     | 10.10%  | 17                    | 35               | 52              |                            |  |
| Japońska Partia Komunistyczna  | 7,096,765     | 12.55%  | 2                     | 24               | 26              | 15                         |  |
| Partia Socjalistyczna          | 1,240,649     | 2,19    | 4                     | 11               | 15              | 30                         |  |
| Nowa Partia Sakigake           | 727,644       | 1,29    | 2                     | 0                | 2               | 9                          |  |
| Demokratyczni Reformatorzy     | 149,357       | 1       | 0                     | 1                | -               | 1                          |  |
| Niezależni                     | 2,508,810     | 9       | 0                     | 9                | -               | 10                         |  |
| Suma                           | 55,393,302    | 100.0   | -                     | -                | 500             | -                          |  |